# Yahoo! Meme
O Yahoo! Meme foi um site de microblogging lançado pelo Yahoo! em agosto de 2009. Era semelhante ao Twitter e estava disponível em cinco idiomas.
O Meme permitia o compartilhamento de textos, fotos, vídeos e áudio.
O Meme foi desenvolvido pelo Yahoo! Brasil, sendo mais tarde lançado internacionalmente em formato beta. A rede social permitia, assim como o Twitter, o recompartilhamento de posts através do Repost, nele era possível conferir as imagens de até 7MB, sons, textos e vídeos e em tempo real. 
Há pouco tempo, o microblogging ganhou novos adereços, como alguns papéis de parede (plano de fundo).[carece de fontes?]
((https://web.archive.org/web/20090522025130/http://meme.yahoo.com/))